# Правовий форум Землі Ізраїльської

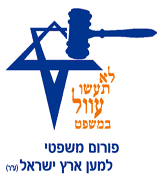
Логотип Правового форуму

Правовий форум Землі Ізраїльської (івр. הפורום המשפטי למען ארץ ישראל) — професійна юридична неурядова організація, що об'єднує сотні адвокатів і юристів.
Це ізраїльська політична та громадянська правозахисна група, заснована у 2004 році та зареєстрована в 2005 році на чолі з Нахманом Еялем, одним із лідерів боротьби проти ізраїльського розмежування з Гуш-Катіф у секторі Газа. У своєму описі організація стверджує, що вона «віддана захисту прав людини в Ізраїлі, забезпечення здорового уряду та збереження національної цілісності Держави Ізраїль та єврейського народу», здійснюючи свою діяльність через «професійних адвокатів, експертів з права та фінансів, які волонтерять у свій вільний час, а також студентів-волонтерів, які віддані соціальним і політичним змінам».
Ліберальні ЗМІ, такі як «The Times of Israel» та «Гаарец», вважають організацією «правою». Правовий форум став усталеною інституцією, яка працює задля змін через систему національних судів Ізраїлю як частину «Щита Ізраїлю», групи «націоналістичних сіоністських організацій, що працюють разом, щоб представляти сіоністські та єврейські націоналістичні цінності в ізраїльському суспільстві».

## Історія
Згідно з вебсайтом організації, Правовий форум Землі Ізраїльської був створений у вересні 2004 року. Проте в інтерв'ю «The Jewish Press» Нахман (Начі) Еяль, засновник організації, датує заснування «протягом кількох тижнів» після листопада 2004 року, коли уряд Ізраїлю оголосив про намір виселити єврейських поселенців з Гуш-Катіфа. Не погоджуючись з бездіяльністю ради Єша, організації поселенців, він опублікував оголошення в щотижневому бюлетені про пошук адвокатів, які б добровільно виступили проти виведення Ізраїлю з сектора Газа, і на це звернення, за його словами, відповіли сорок юристів, створивши основу для Правового форуму.
Підтримуючи права людини єврейських поселенців, евакуйованих із сектора Газа та частини Самарії, Правовий форум подав петицію до Вищого суду проти примусового переселення та позбавлення власності єврейських громадян Ізраїлю, брав участь у розробці законопроєкту комітетами Кнесету без змоги внести будь-які зміни, і подав кілька позовів до Верховного суду, щоб покращити фінансове становище колишніх жителів Гуш-Катіфа, що, за оцінками Еяля, коштувало державі приблизно 2 мільярди шекелів, таким чином утвердивши себе як правозахисну групу, що працює за зміни через ізраїльську судову систему.

## Виноски
1. ↑  Moran Azulay (3 січня 2013). Habayit Hayehudi's radical side. Ynet. Процитовано 24 липня 2013.
2. 1 2  The Legal Forum's English website. Архів оригіналу за 23 липня 2013. Процитовано 29 липня 2013.
3. ↑  Ilan Ben Zion (22 травня 2013). US ‘pressures’ Israel with diplomat at settlement hearing. The Times of Israel. Процитовано 29 липня 2013.
4. ↑  Barak Ravid (6 січня 2012). The blog post that led to the investigation of an Israeli left-wing activist. Haaretz. Процитовано 29 липня 2013.
5. ↑  The Shield of Israel's English website. Архів оригіналу за 27 вересня 2013. Процитовано 30 липня 2013.
6. 1 2  Sara Lehmann (4 липня 2007). To Protect and Preserve. Interview with Nachi Eyal. The Jewish Press. Процитовано 29 липня 2013.